# مارك هنت
مارك هنت (بالإنجليزية: Mark Hunt)‏ (23 مارس 1974 - ) هو ملاكم كيك بوكسينغ وملاكم نيوزلندي، صنّف ضمن فئة وزن ثقيل.

## روابط خارجية
- مارك هنت على موقع IMDb (الإنجليزية)
- مارك هنت على موقع قاعدة بيانات الفيلم (الإنجليزية)
- مارك هنت على موقع بوكس ريك (الإنجليزية) (registration required)
- مارك هنت على موقع يو إف سي (الإنجليزية)
- مارك هنت على موقع شيردوغ (الإنجليزية)
- مارك هنت على موقع Tapology.com (الإنجليزية)
- مارك هنت على موقع قاعدة بيانات المصارعة على الإنترنت (الإنجليزية)